# De Lanaudière (division sénatoriale canadienne)
Ne doit pas être confondu avec De Lanaudière (conseil législatif).
Pour les articles homonymes, voir De Lanaudière.
Division du Sénat du Canada
De Lanaudière est une division sénatoriale du Canada.

## Description
Son territoire est un long et étroit corridor géographique comprenant de la région de Lanaudière.

## Liste des sénateurs
| Mandat | Mandat                                                          | Sénateur                      | Parti               | Nommé par           |
| ------ | --------------------------------------------------------------- | ----------------------------- | ------------------- | ------------------- |
|        | 23 octobre 1867 - 8 septembre 1873                              | Louis Auguste Olivier         | Libéral             | Proclamation royale |
|        | 7 octobre 1873 - 13 août 1899                                   | Joseph-Hyacinthe Bellerose    | Conservateur        | Macdonald           |
|        | 29 janvier 1900 - 6 janvier 1939                                | Joseph Philippe Baby Casgrain | Libéral             | Laurier             |
|        | 9 février 1940 - 21 janvier 1950                                | Édouard-Charles St-Père       | Libéral             | King                |
|        | 12 juin 1953 - 23 juillet 1980                                  | Sarto Fournier                | Libéral             | St-Laurent          |
|        | 9 juillet 1984 - 20 novembre 1992                               | Thomas Lefebvre               | Libéral             | Turner              |
|        | 26 juin 2003 - 10 septembre 2026 (date de retraite obligatoire) | Paul J. Massicotte            | Libéral (2003-2017) | Chrétien            |
|        | 26 juin 2003 - 10 septembre 2026 (date de retraite obligatoire) | Paul J. Massicotte            | GSI (2017- )        | Chrétien            |